# Léon Bertin
Léon Bertin (Parigi, 8 aprile 1896 – Saint-Amand-Longpré, 5 febbraio 1954) è stato uno zoologo francese.
Specializzato nello studio della fauna abissale, è inoltre noto per essere l'autore di numerosi testi a tema zoologico, tra i quali sono ricordati  L'Atlas des poissons marins, Regards sur la nature et ses mystères, La systématique et la biologie des épinoches (1921). A lui è dedicato l'epiteto specifico della specie Serrivomer bertini, classificazione del 1959 omaggio della sua collega al Museo nazionale di storia naturale di Francia Marie-Louise Bauchot.

## Biografia
Dal 1914 Bertin frequentò l'École normale supérieure, ottenendo la licence en sciences nel 1917 e l'agrégation de sciences naturelles nel 1920. Nel 1925 ha conseguito il dottorato con un tesi dal titolo in francese Recherches bionomiques, biométriques et systématiques sur les épinoches (Gastérostéidés), "ricerca bionomica, biometrica e sistematica sugli spinarelli (Gasterosteidae)".
Bertin studiò sotto la guida di Alfred Lacroix (1863-1948) presso i laboratori di geologia del Museo nazionale di storia naturale di Francia nonché gli invertebrati comn il patrocinio di Louis Eugène Bouvier (1856-1944). Nel 1938, dopo aver lavorato come assistente di laboratorio presso la facoltà di scienze, si trasferì al laboratorio di erpetologia del museo parigino, lavorando sotto la direzione di Louis Roule (1861-1942). In seguito rilevò Jacques Pellegrin (1873-1944) dopo il suo ritiro, e nel 1949 divenne direttore della Société zoologique de France. 
Restò vittima di un incidente stradale a Saint-Amand-Longpré il 5 febbraio 1954.

## Opere
Tra le numerose opere in lingua francese almeno una è stata tradotta in lingua italiana; si tratta di Gli animali e la loro vita edita in due volumi da Istituto Geografico De Agostini nel 1953.
| Bertin è l'abbreviazione standard utilizzata per le specie animali descritte da Léon Bertin. Categoria:Taxa classificati da Léon Bertin |